# Charles Dupuis

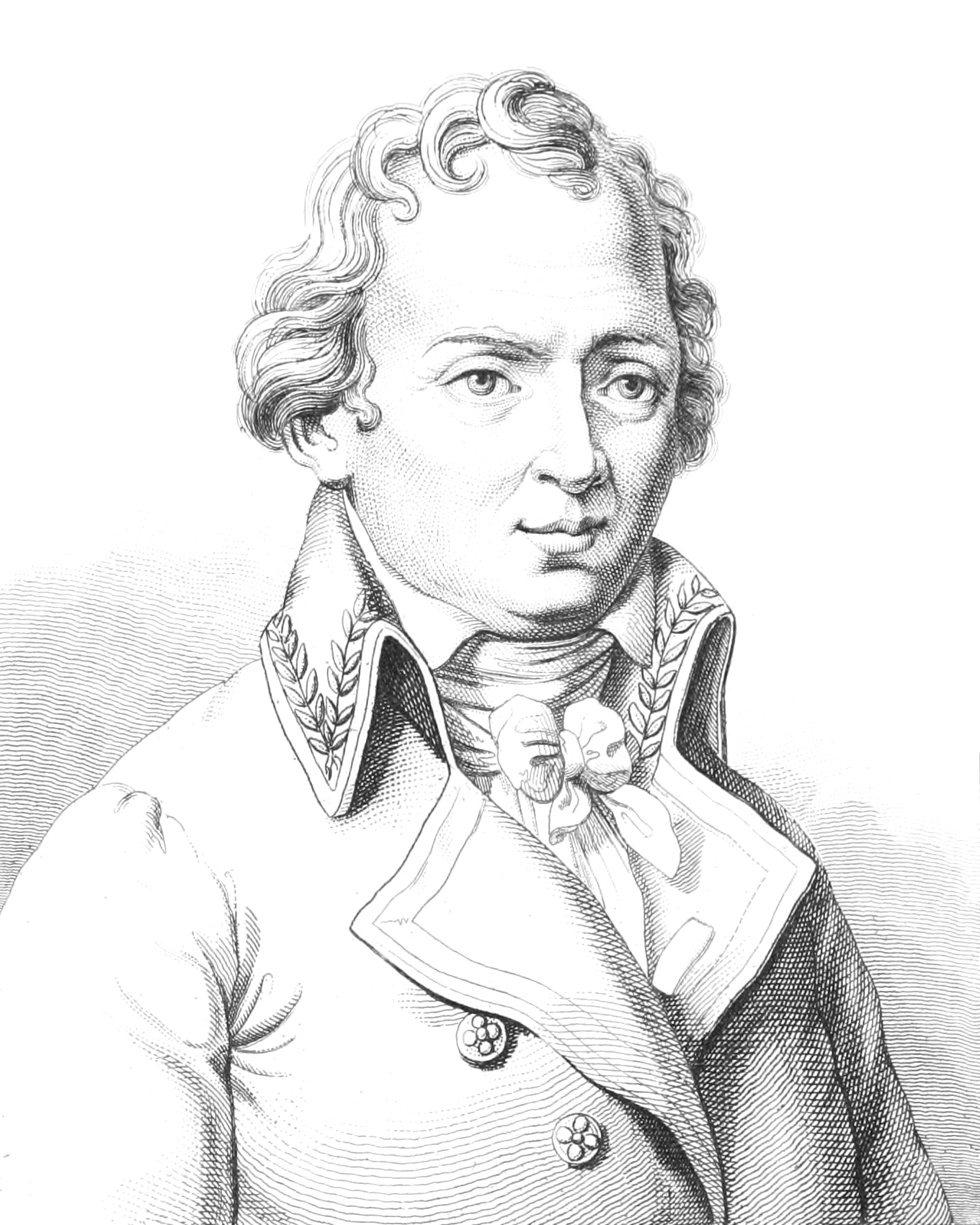
Charles Dupuis

Charles Dupuis (1742–1809) – francuski religioznawca i filozof. Propagator ateizmu. Twórca szkoły astralistycznej, która uznaje kult ciał niebieskich za najwcześniejszą fazę rozwoju religii. Był profesorem Collège de France.